# 1873년 주화법
1873년 주화법(영어: Coinage Act of 1873) 또는 1873년 조폐국법(영어: Mint Act of 1873)은 미국 조폐국 관련 법률을 전반적으로 개정한 법이다. 이 법은 은괴 소유자가 이를 표준 은 달러로 주조할 권리를 폐지하는 동시에 금 소유자는 계속해서 금괴를 화폐로 만들 수 있도록 함으로써, 사실상 금본위제를 확립했다. 또한 주로 아시아 수출을 목적으로 한 제한된 법정 통화인 무역은을 승인하고, 세 가지 소액 주화를 폐지했다. 이 법은 논란의 여지가 있는 결과를 초래했으며, 비판자들로부터 "'73년의 범죄'"로 비난받았다.
1869년까지 캘리포니아 골드 러시나 남북 전쟁이 미국의 통화 시스템에 영향을 미치기 전에 제정된 1837년 주화법은 구식으로 간주되었다. 재무부 장관 조지 S. 바우트웰은 재무부 통화감사관 대리 존 제이 녹스에게 개정 법안 초안을 작성하게 했고, 이 법안은 오하이오주 상원의원 존 셔먼에 의해 의회에 제출되었다. 당시 은의 시장 가격은 조폐국이 금속을 구매할 가치를 초과하여 은 달러로 주조하려는 수요를 억제하고 있었다. 그러나 녹스와 다른 사람들은 컴스톡 로드 및 기타 풍부한 은광 개발이 은의 시장 가격을 낮추어 은괴를 법정 통화로 주조하는 옵션을 매력적으로 만들 것이라고 정확하게 예측했다. 의회는 통과되기까지 거의 3년 동안 이 법안을 검토했다. 검토하는 동안 법안이 복본위제를 폐지하여 금본위제를 확립할 것이라는 사실은 공개적으로 거의 언급되지 않았지만, 숨겨지지도 않았다. 이 법안은 율리시스 S. 그랜트 대통령의 서명으로 1873년 2월 12일 법이 되었고, 그 해 4월 1일에 발효되었다.
1876년, 예측대로 은의 시장 가격이 실제로 하락하자, 생산자들은 은괴를 조폐국으로 가져왔지만 조폐국이 더 이상 은괴를 주조할 권한이 없다는 것을 알게 되었다. 이 문제는 세기말까지 지속된 주요 정치적 논쟁이 되었는데, 디플레이션 금본위제를 옹호하는 사람들과 인플레이션 정책인 은화자유주조가 경제 번영에 필요하다고 믿는 사람들 사이에 대립을 야기했다. 당시의 비난에도 불구하고, 1873년 법이 부패한 동기를 가졌다는 증거는 거의 없다. 이 정치적 분쟁은 1900년 금본위제법에 의해 금본위제가 명시적으로 법률화되면서 해결되었다. 1933년 3월부터 미국은 거의 모든 목적에서 금본위제를 빠르게 폐지하고 명목 화폐로 전환했다. 미국은 1971년에 달러와 금의 마지막 공식적인 연결을 폐지하여 금과 은을 상품으로 남겼다.

## 배경
1792년 화폐법은 미국 조폐국을 설립했다. 조폐국은 첫 수십 년 동안 시민들이 금속을 예치하면 그에 따라 금과 은을 주조하여 예치자에게 주화 형태로 돌려주었다. 금이나 은 모두 통화로 전환할 수 있었는데, 두 금속 모두 법정 통화였고, 1달러는 법적으로 정의된 은의 무게와 또 다른 법적으로 정의된 금의 양에 해당했다. 두 가지 다른 금속으로 통화가 정의되는 것을 복본위제라고 한다. 이러한 시스템은 세계 시장에서 금과 은의 가격이 변동함에 따라 불안정성을 겪을 수 있으며, 이는 1792년 이후 첫 수십 년 동안 유럽에서 금과 은의 상대적 가치가 변하면서 실제로 발생했다. 그 당시에는 이러한 변화로 인해 금이나 은으로 된 미국 주화는 전국에서 거의 볼 수 없었으며, 대부분 해외로 대량 수출되었다. 유통되는 대부분의 주화는 외국산이었다.
1834년, 의회는 1달러의 가치를 약간 낮추어 미국 금은화(총칭하여 화폐)를 가볍게 만들었고, 이로 인해 수출이 비경제적이게 되어 미국 내 상업에서 더 자주 보였다. 이러한 더 많은 유통으로 인해 의회는 조폐국 관련 기존 법규를 재검토했고, 많은 조항이 구식이 되었음을 발견했다. 의회는 조폐국 관련 법규를 철저히 개정한 1837년 조폐국법을 제정했다. 새로운 조항에는 금괴 기금 설립이 포함되어 예치자들이 금속이 주조 과정을 거칠 때까지 기다릴 필요 없이 지불받을 수 있게 했다. 금과 은의 등가 중량 간의 가치 비율이 약간 조정되어 두 금속의 주화가 미국 내에서 유통될 수 있게 되었다.

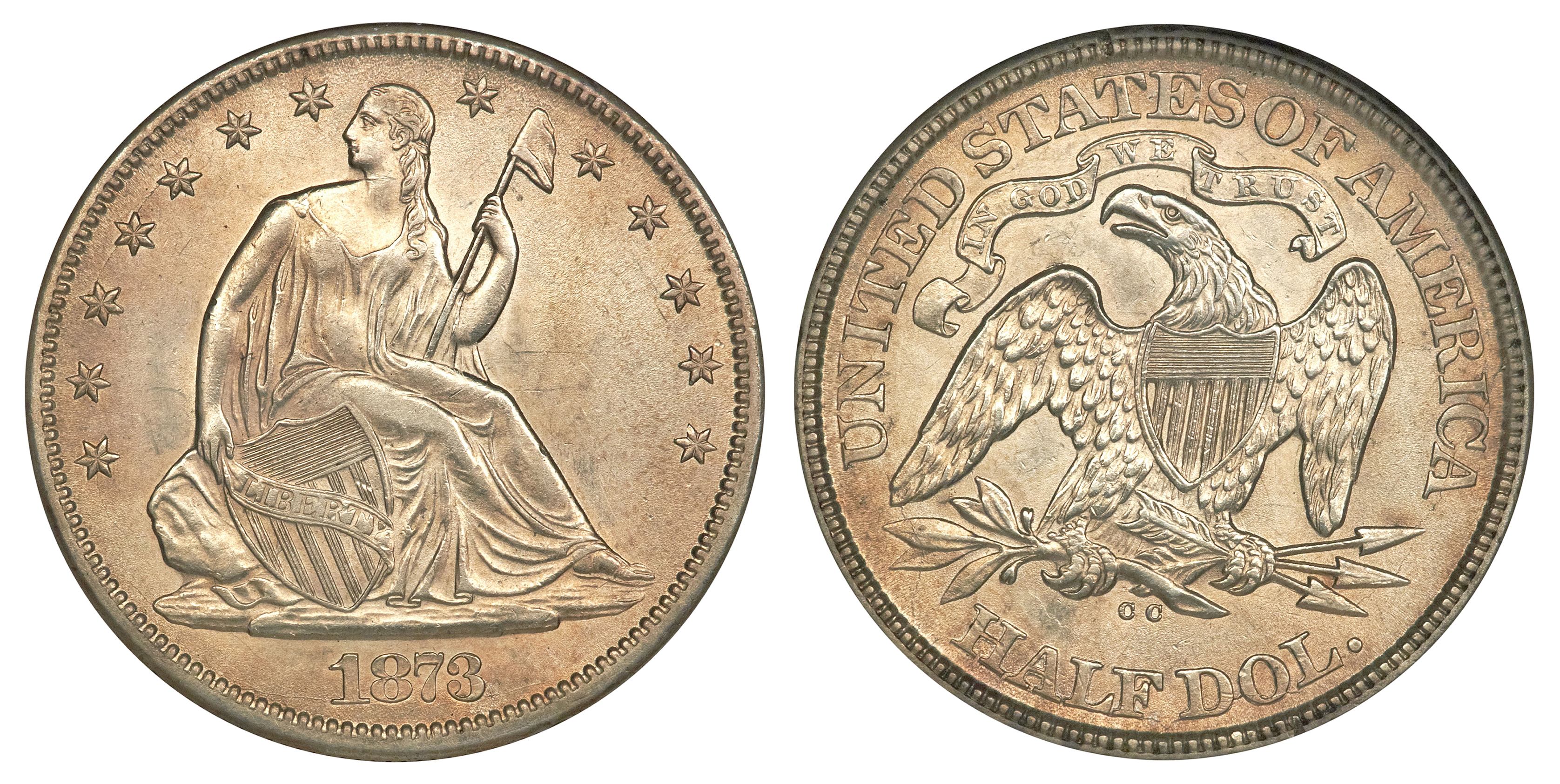
1853년 법에 따라 예치자들은 더 이상 금속을 50센트 주화로 주조할 수 없었다.

캘리포니아 골드 러시의 영향으로 은 가격이 금에 비해 상승하자, 은화는 액면가보다 더 가치 있게 되어 녹이기 위해 해외로 빠르게 유출되었다. 테네시주 하원의원(이자 미래 대통령) 앤드루 존슨이 이끄는 강력한 반대에도 불구하고, 소액 은화의 귀금속 함량이 1853년에 감소되어 유통될 수 있게 되었다. 그때까지 은 예치자들은 자신의 은괴를 5센트 이상의 모든 액면가 은화로 주조할 수 있었다. 1853년 주화법은 하프 다임에서 하프 달러까지 은화를 가볍게 만들었고, 예치자가 은을 해당 액면가로 주조할 권리를 없앴다. 예치자들은 여전히 은을 1달러 주화로 주조할 수 있었지만, 1달러 주화에 1달러 이상의 은이 들어 있었기 때문에 금괴를 제조업자와 보석상에게 파는 것이 더 수익성이 높았다. 은 가격이 높은 동안, 이는 사실상 미국을 금본위제로 만들었다.
조폐국은 1853년 이후 주화 주조를 위해 은 예치금을 거의 받지 않았지만, 새롭게 가벼워진 은화를 사용하여 시장 가격보다 높은 가격으로 은괴를 구매했다. 이는 불법이었는데, 의회가 새롭게 가벼워진 주화는 금을 사용해서만 구매할 수 있다고 명령했기 때문이다. 이는 실제 수요에 따라 판매량을 제한하기 위한 조항이었다. 은화는 법정 통화 한도가 5달러였기 때문에, 과도하게 유통되면 상업을 저해할 수 있었다. 실제로 이런 일이 발생했으며, 상인들과 은행가들은 법정 통화 한도로 인해 축적된 은화를 중개인에게 할인된 가격으로 팔아야 한다고 불평했다.
대부분의 연방 주화가 남북 전쟁의 경제적 혼란 속에서 은닉되자, 과잉은 부족으로 바뀌었다. 가장 늦게 사라진 것은 정부가 가치를 부여했기 때문에 가치가 있었던 비금속 인디언 헤드 센트였는데, 당시 정부에 대한 신뢰가 흔들렸다. 결국 이마저도 유통에서 사라졌고 잔돈으로 프리미엄이 붙었다. 소액 통화와 상인 토큰과 같은 다양한 임시방편이 사라진 주화를 대체했다. 1864년부터 의회는 은닉되지 않을 비금속 주화를 승인하기 시작했다. 센트의 무게를 줄여 청동으로 만들었고, 같은 금속으로 2센트 주화도 요구했다. 다음 해에는 3센트 니켈이 시작되었고, 1866년에는 5센트 니켈(오늘날 단순히 니켈로 알려져 있음) 생산이 시작되었다. 처음에는 인기가 많았던 2센트 주화는 대중이 더 작고 편리한 니켈 주화를 선호하면서 발행량이 감소했다.
은이나 금으로 뒷받침되지 않고 미국의 신용으로 뒷받침되며, 막대한 전시 지출로 인해 필요했던 그린백은 전쟁 자금 조달에 기여했다. 1860년대 후반, 정치인들은 정부가 채무를 금과 은으로 얼마나 빨리 재개할지에 대해 의견이 달랐다. 재무부 장관 휴 맥컬러는 그 관행으로 돌아가는 가장 좋은 방법은 가능한 한 빨리 그린백을 회수하는 것이라고 생각했고, 의회가 그의 긴축 입장이 경제를 해치고 있다고 느껴서 그를 막을 때까지 그렇게 했다. 극서부에서는 점점 더 많은 은이 채굴되고 있었다. 금속 가격 하락으로 인해 조폐국에 은을 예치하여 주화로 교환하는 옵션이 더욱 매력적으로 변했고, 1860년대 후반부터 1870년대까지 은 달러 주조량이 상당히 증가했다. 은 달러는 완전한 법정 통화였고, 일부 관리들은 증가된 예치금이 그레셤의 법칙에 의해 예측된 대로 은이 금을 유통에서 밀어낼 것이라고 우려하여 금본위제를 위협했다.
은이 주화로 주조되기 위해 정기적으로 예치된 지 두 decades가 지났기 때문에, 1792년부터 미국이 복본위제 기준을 따르고 있었다는 사실은 종종 잊혔다. 금본위제는 유일한 가능한 선택으로 간주되었고, 많은 사람들은 미국이 영국(1816년)과 독일 제국(1871년)과 같은 강대국이 채택한 그 표준을 따르고 있다고 가정했다.

## 착상

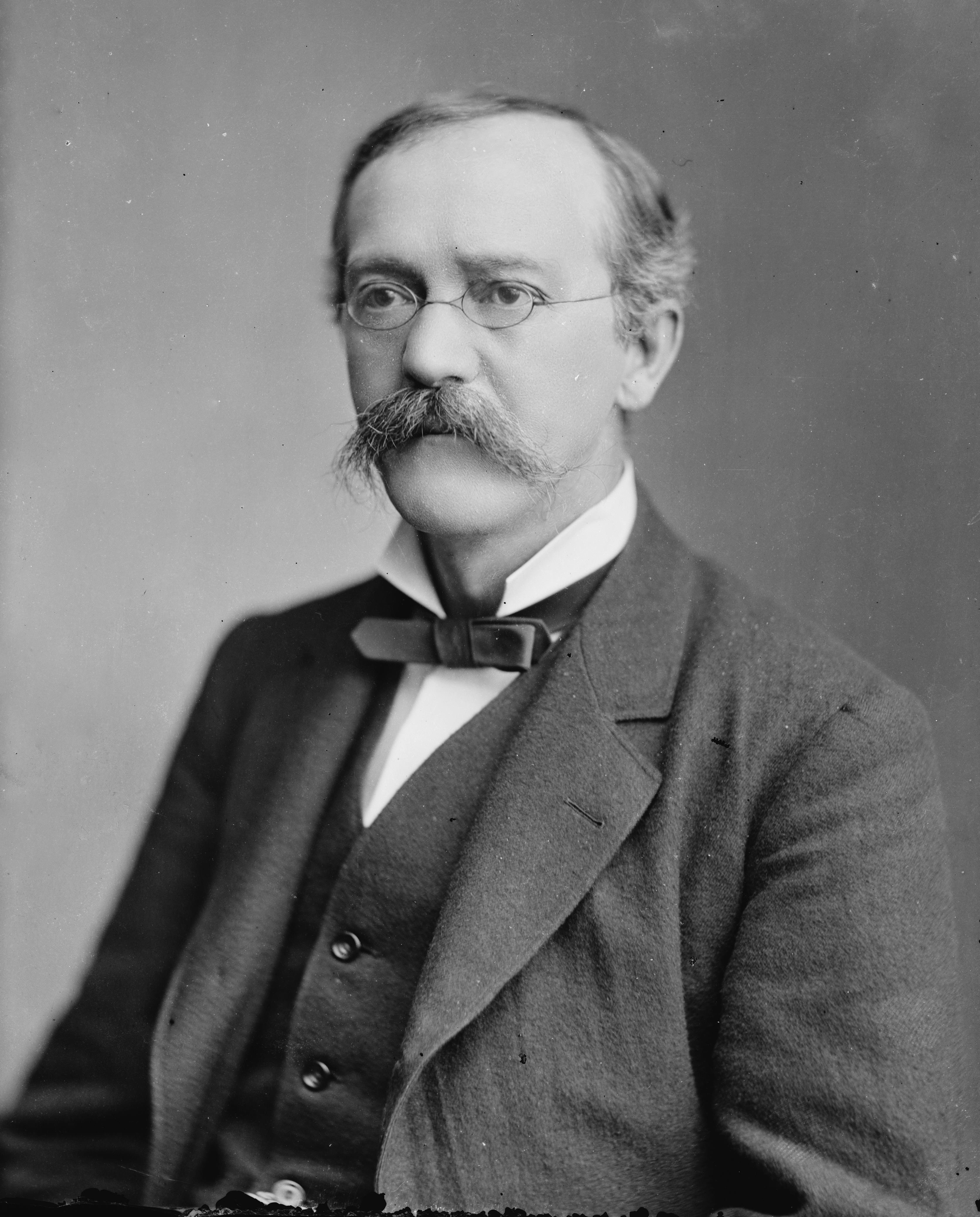
매튜 브래디가 촬영한 존 제이 녹스

샌프란시스코 조폐국에서 약 25만 달러의 손실이 발생하여 재무부를 우려하게 되었고, 1866년 맥컬러는 재무부 직원 존 제이 녹스를 특별 조사 임무에 파견했다. 녹스는 해당 조폐국의 여러 담당자들 간의 금괴 이체 과정에서의 비공식성으로 인해 회계 장부가 불일치하게 되었음을 발견했지만, 보관된 영수증이 부족하여 누구에게 책임이 있는지 정확히 지목할 수 없었다. 1869년, 당시 재무부 통화감사관 대리였던 녹스는 맥컬러의 후임인 조지 S. 바우트웰에 의해 다른 조폐국 시설들을 조사하도록 파견되었고, 뉴욕 분석국에서 심각한 불규칙성과 막대한 정부 손실을 발견했다. 녹스는 다시 적절한 회계 절차의 부족을 발견했으며, 그곳 관리들은 조폐국 규정 사본을 찾는 데 어려움을 겪고 있었다.
1867년, 파리에서는 다양한 국가의 금화가 공통 표준에 따라 주조되는 방법을 논의하기 위한 국제 통화 회의가 열렸다. 영국 금화 소브린과 5달러 금화(또는 하프 이글)에 약간의 조정을 가하면 각각 25프랑과 같아질 것이고, 영국과 미국은 그러한 변경을 하고 프랑스는 25프랑 주화를 주조하기 시작할 것이 제안되었다. 이 모든 것이 실현되지는 않았지만, 1868년 1월, 오하이오 상원의원 존 셔먼은 미국을 공식적으로 금본위제에 올려놓고, 은을 법정 통화에서 제외하며, 회의의 권고 사항을 이행하기 위한 법안을 제출했다.
녹스는 1866년 보고서에서 조폐국 관련 법률의 철저한 개정을 권고했으며, 1870년 1월 바우트웰 장관은 그에게 초안을 준비하도록 지시했다. 이때 녹스는 전 조폐국 국장 헨리 린더만의 도움을 받았다. 린더만은 당시 재무부에서 순회 위원회 임무를 맡고 있었고, 1873년에는 조폐국 최초의 국장이 되었다.
녹스는 많은 구식 법률 조항을 폐지하고 다른 조항들을 재작성할 의도로 초안 법안을 완성했다. 그는 표준 은 달러를 폐지하고(그는 낮은 법정 통화 한도를 갖는 경량 은 달러를 제안했다), 조폐국 국장 사무실을 필라델피아에서 워싱턴으로 옮기고, 조폐국의 금괴 주조 수수료(당시 0.5%)를 없애고, 조폐국과 분석국의 재무관직을 폐지하여 그 기능을 감독관에게 이전할 것을 제안했다. 법안 초안을 작성하면서 녹스는 린더만 외에 전 조폐국 국장 제임스 로스 스노든과 로버트 M. 패터슨뿐만 아니라 전 필라델피아 조폐국 주화 책임자 프랭클린 필 등 여러 전 조폐국 관리들과 협의했다. 조폐국 국장 제임스 폴라드는 1870년 4월 25일 법안을 의회에 제출했다.

## 심의 및 통과

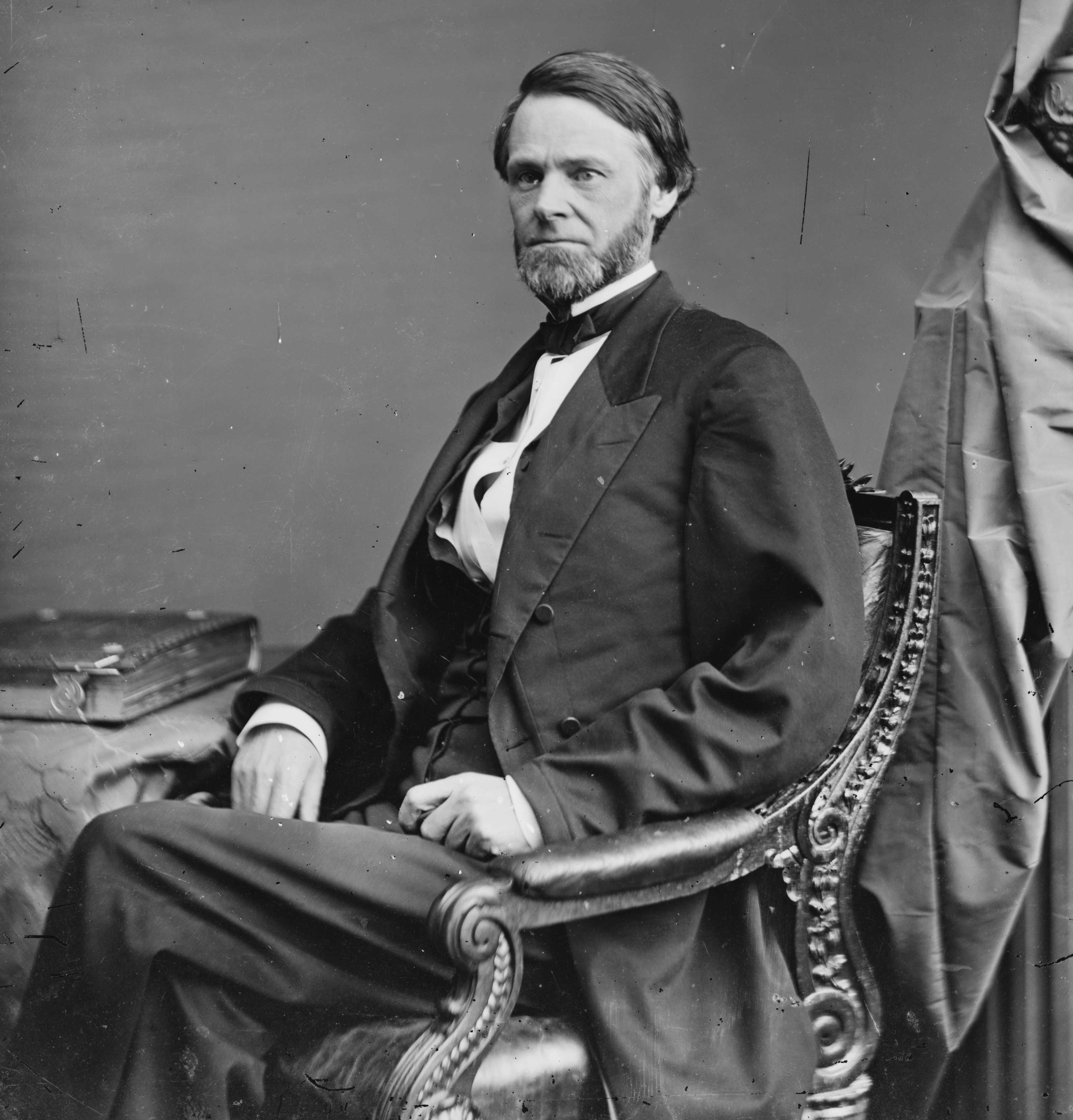
존 셔먼 상원의원이 의회를 통해 법안을 통과시켰다.

셔먼은 1870년 4월 28일 법안을 상정했고, 법안은 그가 위원장으로 있는 상원 재정위원회에 회부되었다. 그는 당시 의원들이 다른 재정 법안으로 바빴기 때문에 그 회기에는 법안 통과를 추진하지 않았다. 이 법안은 거의 3년 동안 검토되는 동안 신문에서 거의 주목을 받지 못했지만, 통화 전문가들과 다른 사람들은 그 진행 상황을 면밀히 주시했다. 1871년 1월 9일, 셔먼은 법안을 상원 본회의에 올려 토론했다. 그것이 은 달러와 복본위제를 폐지한다는 내용은 논의되지 않았고, 상원의원들은 주화 주조 수수료(금괴를 화폐로 전환하는 조폐국의 서비스 수수료) 생략에 초점을 맞췄다. 이는 광산 회사와 정련업자(중요한 경제적 이해관계)가 그들의 제품으로 무엇을 얻을 수 있는지에 영향을 미쳤기 때문에 상원, 특히 극서부 출신 의원들에게 중요했다. 셔먼은 주화 주조 수수료를 유지하는 수정안을 제안했지만, 서부 상원의원들은 이를 광부와 금 정련업자에 대한 부당한 세금이라며 공격했고, 수정안은 26대 23으로 부결되었다. 1월 10일, 법안은 셔먼이 자신의 법안에 반대표를 던졌음에도 불구하고 36대 14로 상원을 통과했다. 그런 다음 법안은 하원으로 보내져 주화, 도량형 위원회에 회부되었고, 2월 25일 펜실베이니아주 하원의원이자 위원장인 윌리엄 D. 켈리에 의해 잠시 제출되었다가 위원회로 다시 회부되었다. 이 법안은 1871년 3월 3일에 만료된 제41차 미국 의회의 남은 기간 동안 하원에서 심의되지 않았고, 상원을 통과한 법안도 함께 소멸되었다.
켈리는 1871년 12월 의회가 다시 소집되었을 때 하원에 법안을 재상정했다. 켈리 위원장은 필라델피아 출신이었고, 근처 캠던 (뉴저지주)에 니켈 정련소를 소유하고 있던 산업가 조지프 와튼의 영향을 받았다. 조폐국은 경쟁 입찰 없이 그곳에서 3센트 및 5센트 비금속 주화에 사용될 많은 금속을 구매했다. 당시 법안은 현재 청동으로 만들어진 센트를 니켈 합금으로 만들 것을 제안했는데, 1872년 1월 9일 논의될 때 와튼의 이해관계는 즉시 표적이 되었다. 켈리는 뉴욕 하원의원 클락슨 포터에게 심문을 받았는데, 포터는 이 법안을 "이 펜실베이니아 발명품"이라고 부르며 "펜실베이니아의 신사[와튼]에게 독점을 줄 것"이라고 말했다. 또 다른 뉴욕 출신인 드와이트 타운젠드는 법안 통과에 너무 오랜 시간이 걸리는 것에 대한 혐오감으로 법안을 폐기하려는 동의를 제출했다. 그의 동의는 구두 투표에서 성공했을 수 있지만, 정족수가 없었고 호명 투표에서 실패했다. 1월 10일, 자신의 지역구인 미주리주 니켈 생산자들을 대표하는 제임스 R. 맥코믹 미주리주 하원의원은 조폐국의 니켈 구매에 경쟁 입찰을 요구하는 수정안을 제출했다. 맥코믹의 수정안을 수용하는 대신 켈리는 법안을 위원회로 돌려보냈다.
1872년 4월 9일 법안이 다시 하원 본회의에 상정되었을 때, 매사추세츠주 하원의원이자 하원 은행 및 통화 위원회 위원장인 새뮤얼 후퍼가 법안을 관리했다. 그는 법안을 조항별로 검토하며, 이 법안이 미국을 금본위제에 올려놓을 것이라고 말했다. 이어진 논쟁에서 포터와 켈리를 포함한 다른 대표자들도 이를 이해하고 있음을 보여주었다. 법안은 이제 경쟁 입찰을 통한 니켈 구매를 규정했지만, 켈리가 포터를 뉴욕 금괴 상인들에게 이익을 주려 한다고 비난한 후 이번에는 후퍼에 의해 다시 철회되었다. 이 소란은 다른 뉴욕 출신 의원들이 법안에 반대하게 만들었다. 5월 27일, 후퍼는 대체 법안을 제출했고, 읽지도 않은 채 110대 13으로 통과시켰다. 하원이 녹스의 법안에 추가한 변경 사항 중에는 부속 은화(즉, 10센트 주화, 25센트 주화, 그리고 50센트 주화)의 무게를 약간 늘려, 이 주화들 1달러어치가 25 그램 (0.88 oz)이 되도록 한 것이 포함된다.
법안은 12월 의회 재개를 기다렸다. 그 달 초, 바우트웰 장관은 연례 보고서를 발행하여 법안 통과를 촉구했다. 16일, 법안은 셔먼의 위원회에 회부되었다. 법안은 구리-니켈로 1센트 주화를 만들려는 계획과 함께 철회되었고, 경량 은 달러는 주로 극동 무역을 위한 무역은으로 대체되었고, 미국 내에서는 제한된 법정 통화 지위를 가졌다. 법안은 1873년 1월 7일 상원에 다시 보고되었다. 그곳에서는 17일에 논의되었다.
논의 주제 중 하나는 미국 대형 주화에 독수리가 나타나야 한다는 법안의 요구 사항이었다. 린더만은 금은화에 무게와 순도를 명시해야 한다는 수정안을 요청했는데, 이는 독수리를 희생해야 함을 의미했다. 캘리포니아주 유진 캐설리는 셔먼이 후원한 수정안에 반대하며 "독수리 없는 50센트 주화나 25센트 주화를 생각하기는 거의 불가능할 것"이라고 말했다. 수정안이 24대 26으로 부결되면서 독수리는 살아남았다. 캐설리는 0.2퍼센트로 줄어든 주조 수수료를 완전히 없애려는 수정안에서는 덜 성공적이었다. 셔먼은 가능한 한 빨리 법안을 진행시켰고, 기록된 투표 없이 통과되었다. 하원은 처음에는 무역은에 동의하기를 거부했고, 셔먼과 포터가 이끄는 양원 대표단이 협의위원회에서 만났고, 하원은 무역은에 대한 상원 수정안에 동의했다. 법안은 추가 토론 없이 양원을 통과했으며, 1873년 2월 12일 율리시스 S. 그랜트 대통령이 서명했다. 입법 과정을 거치는 거의 3년 동안, 법안은 예치자들이 은괴를 주화로 주조할 수 있었던 표준 은 달러의 유지를 전혀 규정하지 않았다.

### 법안 작성자들의 의도

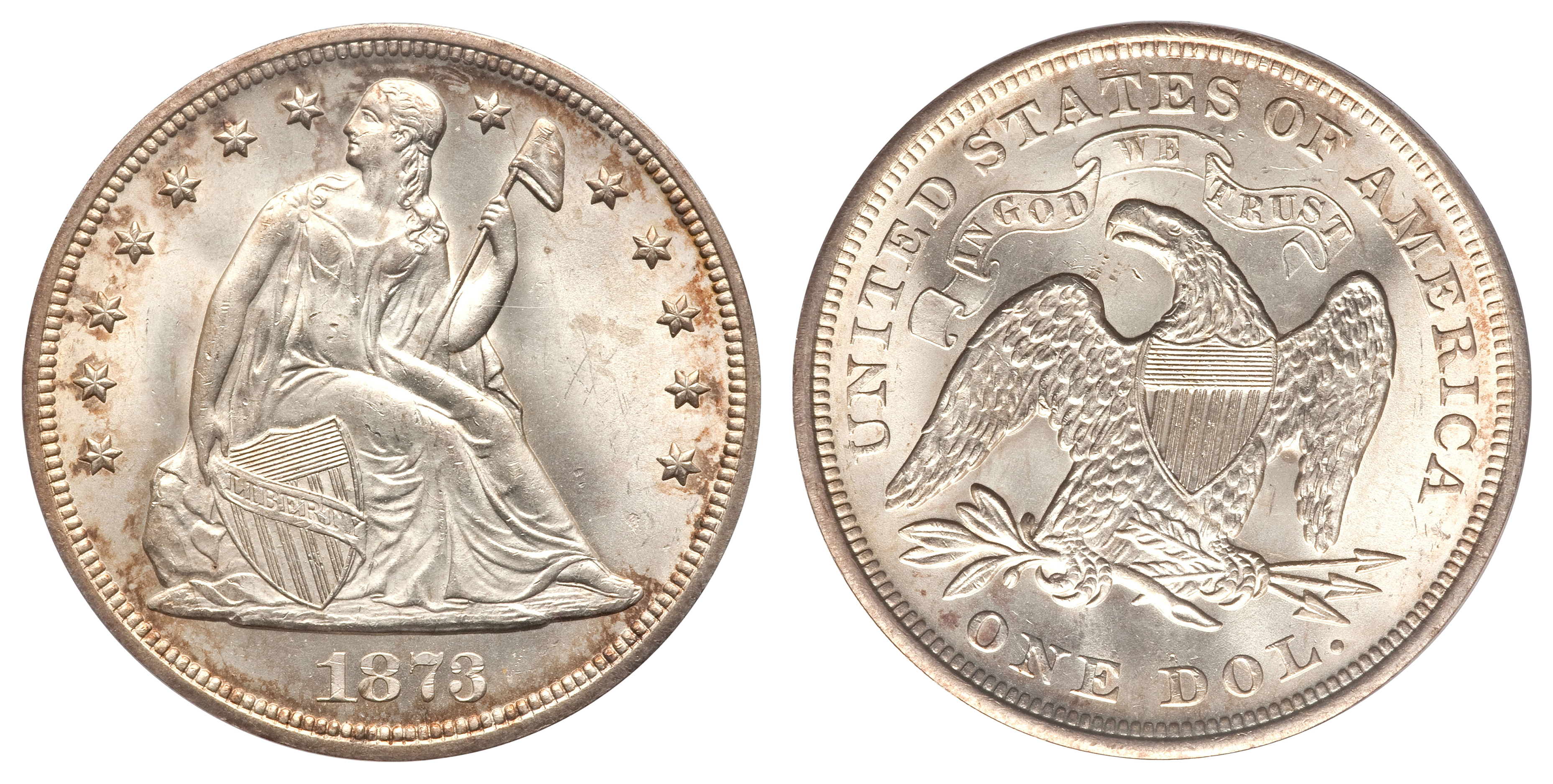
표준 은 달러는 1873년 주화법에 의해 폐지되었다.

몇 년 후 1873년 법이 정치적 쟁점이 되었을 때, 셔먼과 린더만 등 법 제정에 관여했던 일부 인사들은 개인 시민이 은괴를 달러로 주조할 권한을 없앤 것이 복본위제를 종식시킬 의도가 아니었다고 주장했다. 그들은 1853년 법률이 은괴를 소액 주화로 주조하는 관행을 중단시켰고, 1873년 법은 단순히 누락된 부분을 수정하고 발행량이 적고 유통되지 않던 주화를 없앤 것뿐이라고 주장했다. 그들의 부인은 항상 일관적이지는 않았다. 바우트웰은 회고록에서 "1873년에 나는 모든 국가가 금본위제를 인정하고 확립하며 유지하는 것이 현명하다고 믿게 되었다... 따라서 나는 이중[즉, 복본위제] 표준이라는 생각을 버리기로 결정했다."라고 썼다.
몇 년 안에, 주화법에서 은 달러를 누락한 것이 미국을 금본위제에 두려는 의도가 아니었다는 생각이 기성 입장으로 자리 잡았다. 이는 복본위제 옹호자들이 법을 "73년의 범죄"라고 부르며 유포한 음모론에 대한 반작용의 일부였다. 이는 20세기 중반까지 많은 역사가들에게 받아들여졌다. 닐 카더러스는 1930년 미국 소액 통화 역사에서 "이것이 은의 적들에 의한 부패하거나 은밀한 행동이 아니었음을 많은 다른 사람들이 입증했다. 표준 은 달러의 폐지는 단순히 주화법을 명확히 하는 데 도움이 되었을 뿐이다... 1873년 법 통과에 관여한 그 누구도 법적으로 존재하는 이중 표준의 폐지 의미를 인식하지 못했다."라고 썼다. 역사가 앨런 와인스타인에 따르면, "은의 통화 폐지는 전통적인 설명에 따르면, 1873년 주화법에서 조폐법에 대한 복잡하고 주로 기술적인 개정의 예상치 못한 결과였다."
경제학자 밀턴 프리드먼은 "의문의 여지가 없는 것은 표준 은 달러가 주조될 주화 목록에서 의도적으로, 예상되는 결과를 충분히 인지하고, 그 결과가 바람직하다고 믿었기에 생략되었다는 점이다."라고 썼다. 그는 월터 T. K. 뉴전트의 1968년 저서 "화폐와 미국 사회, 1865-1880"을 인용하며 다음과 같이 말했다.
뉴전트가 매우 자세히 설명하듯이, 상원 재정위원회 위원장인 존 셔먼 상원의원은 적어도 1867년부터 은을 화폐에서 제외시키기로 결심했으며, 1869년 말에 그러한 법안을 초안하도록 주선했다. 그때부터 셔먼, 린더만, 존 제이 녹스(통화감사관 대리 및 통화감사관), 재무부 장관 조지 바우트웰은 협력하여 은의 통화 폐지를 포함하는 주화 법안을 추진했다.
녹스와 린더만은 모두 극서부의 광업 상황에 개인적으로 익숙했다. 그들은 생산될 금괴의 양이 증가할 것이며, 은 가격을 은 달러의 금속이 화폐보다 금괴로서 더 가치 있는 수준(트로이 온스당 1.2929달러) 이하로 떨어뜨릴 가능성이 있다는 것을 알고 있었다. 녹스는 자신의 법안 초안에 첨부된 설명서에서 은 달러의 중단이 미국이 더 이상 복본위 국가가 아님을 의미할 것이라고 설명했다. 바우트웰은 1872년 연례 보고서에서 의회에 개인 예치금으로 은을 주조하는 것을 중단할 것을 촉구했다. 그렇지 않으면 정부가 은 달러와 교환하여 금을 지불하는 과정에서 손실을 입을 수 있고, 궁극적으로 유통될 수 없을 때 이를 녹여야 할 수도 있기 때문이었다. 뉴전트에 따르면, "녹스, 린더만, 바우트웰, 셔먼 등은 은 달러를 폐지할 계획을 세울 때 자신들이 무엇을 하고 있는지 알고 있었는가? 그들이 몰랐다는 것은 상상할 수 없는 일이다. 녹스의 진술은 명백했다. 그러나 그들이 은 가격 하락을 두려워해서 그것을 촉구했는가? 그 누구도 그러한 명시적인 진술을 하지 않았지만, 분명히 그랬을 것이다."

## 조항

### 조폐국; 임원의 직무(§§1–12)
조폐국 국장은 항상 필라델피아 조폐국에 위치해 있었고, 다른 조폐국과 분석국은 국장의 지휘를 받는 감독관들이 관리했다. 1873년 법은 사무실을 워싱턴으로 이전하여, 국장이 새로운 조폐국을 감독하고 모든 조폐국과 분석국을 계속 책임지도록 했다. 조폐국 국장은 대통령의 임명과 상원의 확인이 필요하며 5년 임기로 재직했다(대통령에 의해 해임되지 않는 한). 이후 필라델피아 조폐국은 다른 조폐국과 마찬가지로 감독관의 직접적인 통제를 받게 되었다. 이 법은 또한 조폐국을 공식적으로 재무부의 일부로 만들었다. 미국 조폐국은 원래 대통령에게 직접 보고했지만, 시간이 지나면서 법률에 의해 재무부 장관의 통제를 받게 되었다.
조폐국의 임원진은 필라델피아에 감독관(폴록이 초대 재임자)을 추가하고, 각 시설의 재무관 직위를 폐지한 것 외에는 거의 변화가 없었다. 감독관 외에 각 조폐국은 분석관, 용해 및 정련관, 주화 주조관을 임원으로 두었다. 각 임원은 재직 중 손실에 대해 정부를 보상하기 위한 보증금을 납부해야 했으며, 각자 주화 주조 과정의 일부를 담당했다. 필라델피아에는 주화 주형과 디자인 준비를 담당하는 조각가(때로는 수석 조각가)도 있었지만, 조폐국 국장은 재무부 장관의 동의를 얻어 외부 예술가를 고용하여 주화를 디자인할 수 있었다. 외부 예술가 고용을 허용하는 조항은 전 국장 패터슨의 제안으로 삽입되었다. 이 법은 임원들의 급여와 보증금 요건을 정하고, 1792년 및 1837년 법과 마찬가지로 대통령의 임명과 상원의 확인을 받도록 요구했다. 또한 현직 임원의 일시적인 부재 시 대리 임원 또는 조폐국 국장 임명 절차도 명시했다.

### 주화 및 금괴 예치(§§13–39)
법의 14조부터 16조는 조폐국이 주조할 수 있는 주화를 규정했다. 이 부분은 나중에 논란이 될 부분인데, 1853년 이후 은괴 예치자들이 자신의 금속을 주조할 수 있었던 유일한 주화인 표준 은 달러가 생략되었기 때문이다. 이 법은 구 주화보다 더 높은 무게의 무역 달러를 허용하여 예치자들이 자신의 은을 주화로 만들 수 있도록 했지만, 이 주화와 모든 은화의 법정 통화는 5달러로 제한되었다. 구 은 달러는 무제한 법정 통화였다. 모든 금화는 무제한 법정 통화를 가졌으며, 이 법은 20년 이상 되었고 공인된 무게의 99.5퍼센트 이상을 여전히 포함하고 있는 경우, 정상 무게 이하로 마모된 금화를 액면가 전액으로 환매할 수 있도록 규정했다. 이러한 자격을 충족하지 못하는 경량 금화는 예치자가 가치 손실을 부담해야 했다.
또한 1873년 법에 의해 폐지된 주화는 2센트 주화, 3센트 은화, 하프 다임이었다. 처음 두 주화는 거의 유통되지 않았지만, 하프 다임은 서부 지역에서 지폐가 선호되지 않아 샌프란시스코 조폐국에서 여전히 대량으로 주조되고 있었다. 1873년 법에 의해 승인된 주화는 센트, 3센트 니켈, 5센트 니켈, 다임, 쿼터, 하프 달러, 무역은, 골드 달러, 쿼터 이글, 3달러 주화, 하프 이글, 이글, 그리고 더블 이글이었다.
이 법은 각 주화의 규격을 명시했다. 센트의 청동 구성에는 변경이 없었다. 10센트 주화, 25센트 주화, 50센트 주화는 미터법에 따라 1달러어치가 25 그램 (0.88 oz)이 되도록 무게가 약간 늘어났다. 5센트 니켈은 이미 5 그램 (0.18 oz)이었다. 이 법은 각 미국 주화의 앞면에는 자유를 상징하는 문양이 있어야 하고, 뒷면에는 독수리가 나타나야 한다고 규정했다. 다만, 독수리가 나타날 수 없는 작은 직경의 센트, 3센트 니켈, 5센트 니켈, 10센트 주화, 골드 달러, 3달러 주화는 예외였다. 또한 뒷면에는 국명과 주화 어딘가에는 "E Pluribus Unum" 문구를 사용하도록 요구했다. 이 법은 "In God We Trust"라는 문구가 미국 주화에 나타나는 것을 허용했다. 이는 3센트 니켈을 승인한 1865년 3월 3일 법에서 부여된 허가를 계속 유지하는 것이었다. 1873년 법은 20달러 이상 단위로 제시될 때 현재 또는 구식 비금속 주화를 재무부에서 환매할 수 있도록 허용했다. 이는 1871년에 제정된 조항을 계속 유지하는 것이었다.
이 법의 추가 조항은 은괴 예치자들이 자신의 금속을 바 또는 무역 달러 형태로 돌려받을 수 있도록 허용했다. 다른 주화로 은을 주조하는 것을 금지했지만, 조폐국이 2년 동안 필라델피아와 뉴욕 분석국에서 은화로 은괴를 구매할 수 있도록 허용했다. 이러한 관행은 1853년 법에 따라 불법이었지만, 조폐국 국장들에 의해 오랫동안 허용되어 왔다.

### 시험 및 분석 위원회(§§40–50)

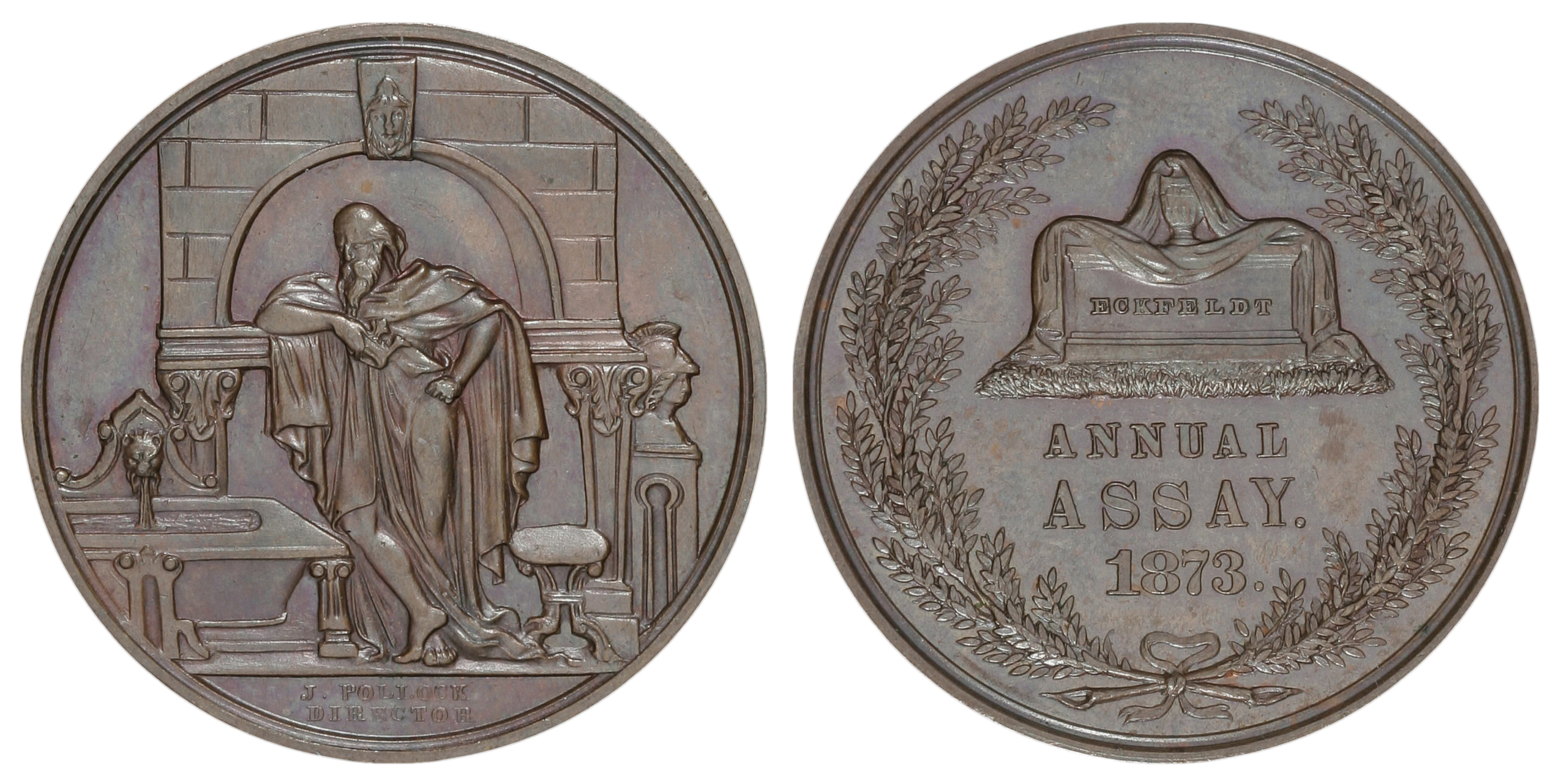
1873년 분석 위원회를 위해 주조된 메달(윌리엄 바버 수석 조각가 제작). 뒷면의 관은 최근 사망한 필라델피아 조폐국 분석관 제이콥 엑펠트를 기린다.

연례 미국 분석 위원회는 1797년부터 1980년 폐지될 때까지 대부분의 해에 필라델피아 조폐국에서 모였다. 정부 관리와 일반 시민으로 구성된 이 위원회는 조폐국에서 발행된 금화와 은화가 기준을 충족하는지 확인하기 위해 시험했다.
1837년 법은 미국 펜실베이니아 동부 지방법원 판사, 해당 지역의 미국 법무관, 필라델피아 항만청장을 분석 위원회 직권 위원으로 지정했다. 1873년 주화법은 판사를 위원으로 유지했지만, 다른 두 명을 제외하고 통화 감사관과 뉴욕 분석국의 분석관을 대체했다. 1837년 법에 따라 대통령은 매년 일반 시민 위원을 임명할 수 있었고, 이는 새로운 법률에 따라 계속되었다. 1873년 법은 또한 해당 조폐국 주화 주조관이 각 납품에서 샘플을 채취하고, 봉투에 봉인하여 필라델피아로 전송하는 자세한 절차를 규정했는데, 필라델피아에서는 매년 2월에 분석 위원회가 모였다.
주화법의 이 부분은 또한 주화 주조관이 회계를 어떻게 정산해야 하는지, 분석 위원회의 감독 외에서 주화를 내부적으로 테스트하는 방법, 그리고 금괴 기금을 계속 유지하는 것을 규정하여 금 또는 은 예치자들이 예치한 실제 금속이 주조 과정을 거칠 때까지 기다릴 필요 없이 주화 또는 다른 지불을 받을 수 있도록 했다. 조폐국은 1827년 미국 런던 공사가 구매한 공식 중량인 1트로이 파운드에 해당하는 중량 세트를 갖추어야 했으며, 필라델피아에 있는 중량 세트는 매년 분석 위원회가 참석한 상태에서 테스트해야 했다.

### 형사 범죄 및 기타 조항(§§51–67)
51조부터 53조는 지난 수십 년 동안 논란이 되었던 문제들을 규제했다. 51조는 모든 앞면 주형(대부분의 액면가에 날짜가 포함됨)을 매년 말에 파괴하도록 요구했다. 스노든 국장 재임 중인 1850년대에 조폐국은 희귀한 초기 날짜 주화를 다시 주조하여 수집가들에게 판매하거나 교환했다. 52조에 따라 국가적 성격의 메달은 필라델피아에서 주조할 수 있었지만, 개인 메달은 금지되었다. 1854년, 프랭클린 피어스 대통령에 의해 해고된 해까지 필은 필라델피아 조폐국 구내에서 논란이 되는 메달 사업을 수행했다. 53조는 조폐국의 화폐주조세로 인한 이익을 재무부에 예치하도록 요구했으며, 조폐국이 그 돈으로 경비나 급여를 지급하는 것을 금지했다. 패터슨 국장(1851년 퇴임) 재임 중에는 조폐국이 그러한 수익을 보유하고 의회의 감독 없이 사용했다.
분석국은 54조부터 60조에 의해 규제되었으며, 조폐국 국장의 통제를 받았다. 각 사무실은 조폐국과 유사한 방식으로 관리되었는데, 책임자로는 감독관이 있었고, 분석관과 용해 및 정련관의 두 명의 하위 임원이 있었다. 61조부터 64조는 위조, 금속을 확보하기 위한 고의적인 주화 경량화 및 기타 범죄를 금지하고, 그에 대한 처벌을 규정했다. 65조는 전환 규정으로, 1873년 4월 1일을 발효일로 정하고, 현재의 조폐국 국장(폴록)은 필라델피아의 감독관이 되고, 각 조폐국 재무관(법안에 의해 폐지됨)은 미국 재무관 보좌관이 될 것을 규정했다. 66조는 각 조폐국 및 분석국의 이름을 명시하고, 67조는 이 법률을 "1873년 주화법"으로 명명한다.

## 그 후

### 이후의 반응
극서부에서 여전히 유통되던 하프 다임의 폐지는 그곳의 소액 동전 부족으로 이어졌다. 의회는 20센트 주화로 이를 해결하려고 했지만, 20센트 주화는 1875년과 1876년에만 유통을 위해 주조되었고 25센트 주화와의 유사성 때문에 대중에게 거부당했다. 미국 서부는 1908년에 조폐국이 센트를 주조하기 시작하고 1912년에 5센트 니켈을 주조하기 시작할 때까지 소액 동전이 충분히 공급되지 않았다. 주로 극동 무역에서 멕시코 달러와 경쟁하기 위해 주조된 무역 달러는 동양에서 완전히 받아들여지지 않았다. 많은 무역 달러가 미국으로 돌아오거나(또는 결코 떠나지 않았다) 돌아오지 않았다. 할인된 가격에 구매할 수 있었기 때문에 고용주들 사이에서 인기가 있었고, 그들은 무역 달러를 노동자들의 급여 봉투에 넣었다. 1876년, 의회는 무역 달러가 누렸던 제한된 법정 통화 지위조차 철회했다. 1878년에 조폐국은 수집가들을 위한 주조를 제외하고는 주조를 중단했고, 그 제한된 발행마저도 1885년 이후 중단되었다. 1887년, 의회는 무역 달러가 아시아 상인들에 의해 찹마크되지 않았다면 다른 통화로 상환할 수 있는 6개월의 기간을 허용했다.

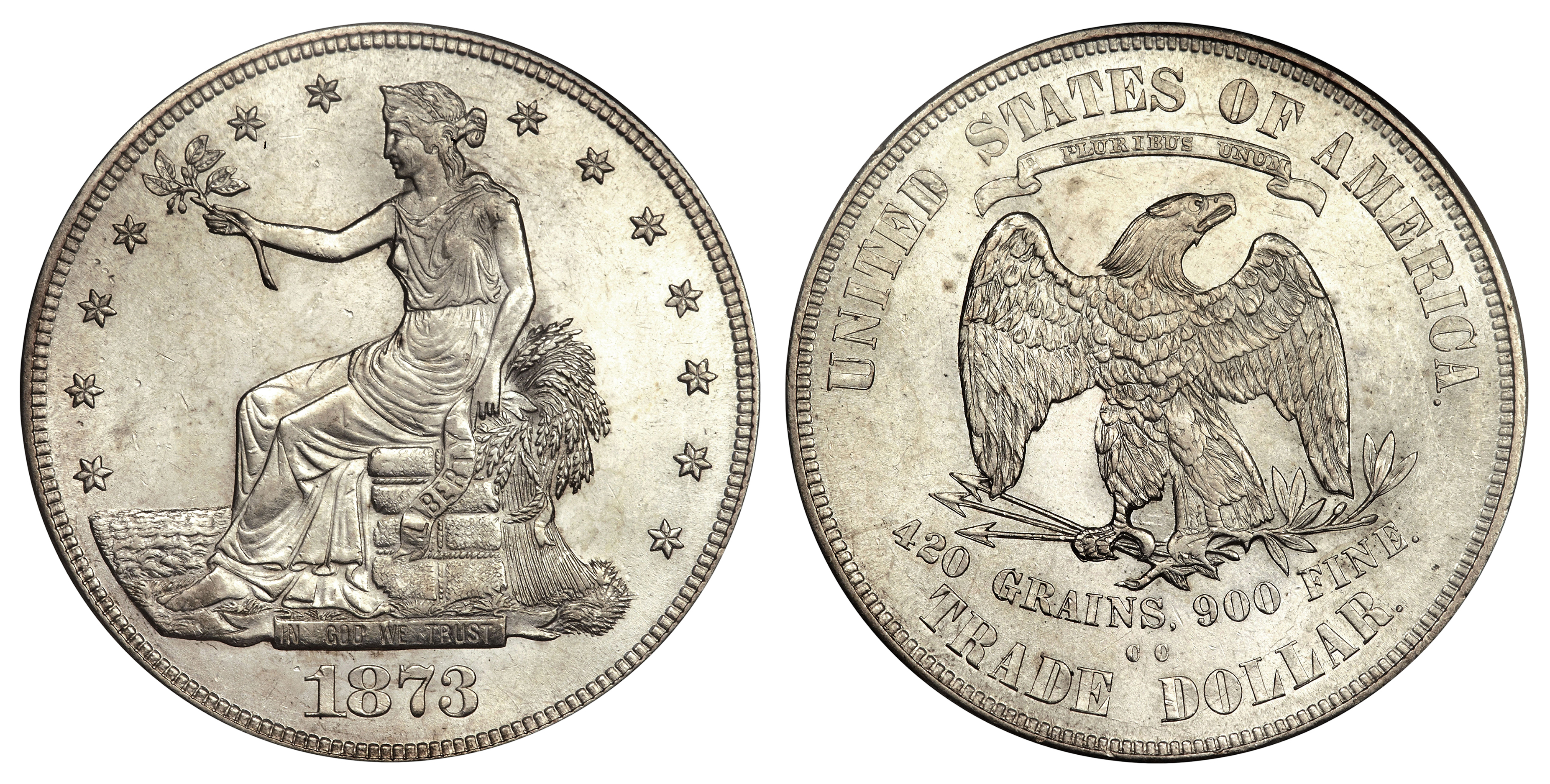
주로 극동 지역에서 사용하기 위한 무역은은 미국 내에서 유통되면서 논란을 빚었다.

프리드먼이 지적했듯이, 은 가격이 높게 유지되었다면 1873년 법에서 은 달러를 제외한 것은 무의미했을 것이다. 1874년까지 극서부의 새로운 광산의 영향과 독일에서의 은 통화 폐지 이후 은 판매가 합쳐져 은 가격을 하락시켰다. 은 생산자들은 법적 변경 사항을 알지 못했고, 주조를 위해 조폐국에 은을 제시하려고 했을 때 비로소 알게 되었다. 화폐학 역사가 돈 텍세이에 따르면, "그 후 동요가 일어났고, 몇몇 경건한 의원들은 은근히 조폐 법안에 포함된 폐지에 대해 무지를 가장했다." 델라웨어의 한 제조업자는 1878년 자신의 상원의원 토마스 F. 베이야드에게 "처음에는... 은 문제에 관한 모든 것에 완전히 무지했습니다. 사실, (저는 이제 의원들을 포함한 거의 모든 사람들과 마찬가지로!) 은이 통화 폐지되었다는 것을 몰랐습니다."라고 썼다.
1873년 법 통과와 같은 해에 심각한 불황인 1873년 공황이 시작되어 거의 10년 동안 지속되었다. 미국 내 많은 사람들은 금본위제가 그러한 경제적 어려움을 극복하기에는 너무 경직되어 있다고 믿게 되었고, 복본위제를 회복하려고 노력했다. 그러한 정책으로 인한 인플레이션은 채무자들이 빚을 더 쉽게 갚을 수 있도록 할 것이다. 은 가격은 계속 하락했다. 새로운 미터법 중량 보조 은화의 1달러에 해당하는 은은 1876년 중반까지 0.75달러에 불과했지만, 그 이후 가격은 다소 회복되었다.
1875년 초, 의회는 1879년에 발효되는 화폐 지불 재개(즉, 금은화로 지불) 법안을 통과시켰다. 프리드먼은 1873년 법이 없었다면 화폐 재개는 사실상 은본위제에 기초했을 것이며, 이는 더 큰 경제적 안정성을 허용하고 1890년대 초 1893년 공황으로 알려진 경기 침체를 "거의 확실히 피했을 것"이라는 점에서 좋은 일로 보았다.

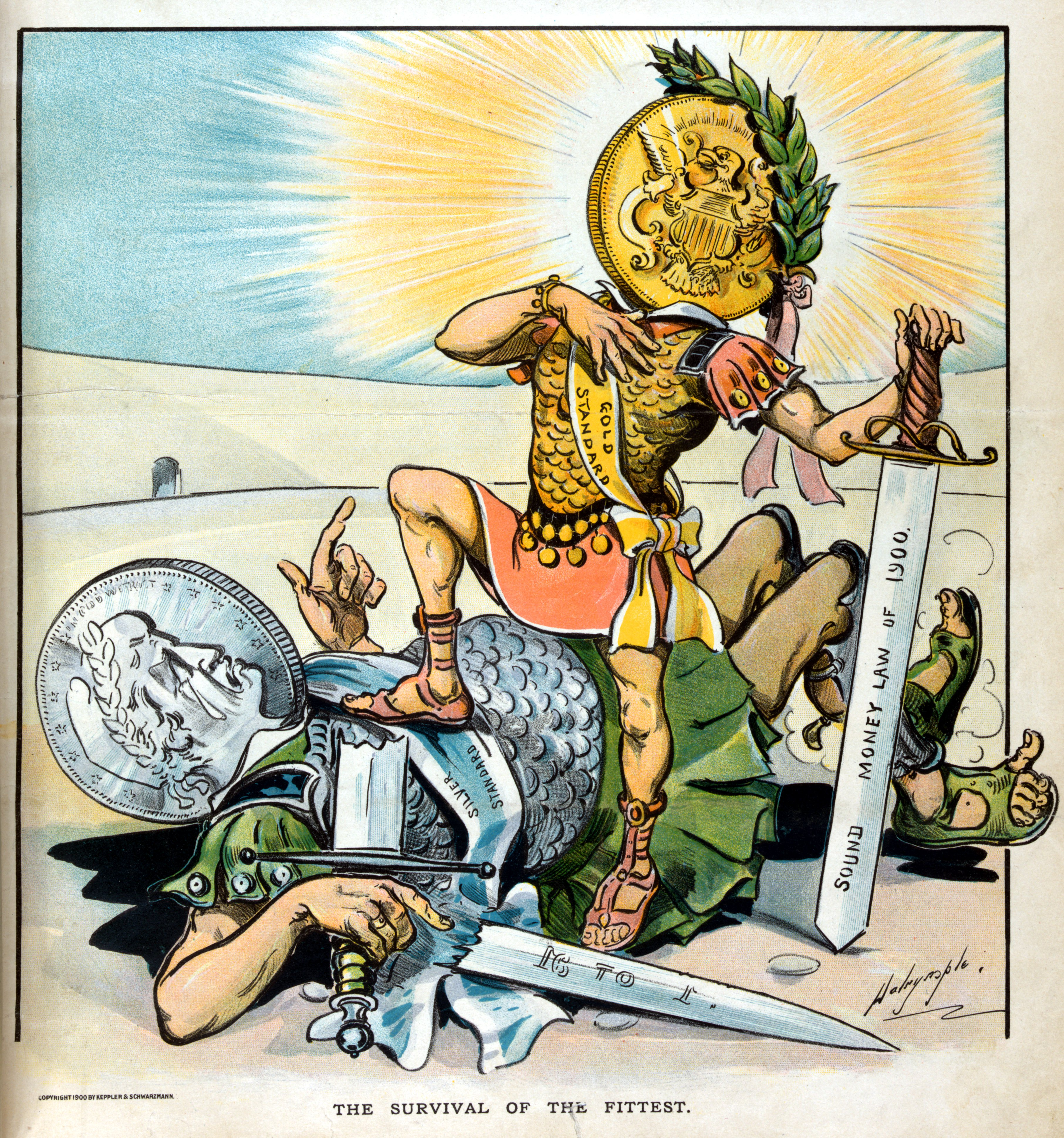
금본위제의 승리: 퍽 잡지의 1900년 풍자화

1870년대에 복본위제에 대한 지지가 증가했고, 그 결과 1878년 2월 28일 러더퍼드 B. 헤이스 대통령의 거부권을 넘어 블랜드-앨리슨 법이 통과되었다. 이 법안은 재무부가 매달 수백만 달러 상당의 은괴를 구매하여 은 달러로 주조하도록 요구했다. 이 액면가는 금이 법이나 사적 계약에 의해 명시된 경우를 제외하고는 법정 통화로 복원되었다. 은에 대한 재개된 지지는 1890년 셔먼 은 구매법의 통과로 이어졌고, 이는 은 구매를 크게 늘리고 재무부가 금으로 상환할 수 있는 지폐로 은 구매 대금을 지불하도록 요구했다. 다음 3년 동안 1억 3천 2백만 달러의 금이 재무부에서 인출되었고, 또 다른 불황 속에서 그로버 클리블랜드 대통령은 은 구매법의 폐지를 확보했다.
은화자유주조 운동은 전 네브래스카주 하원의원 윌리엄 제닝스 브라이언의 1896년 선거 운동으로 절정에 달했는데, 그는 금본위제를 비난하는 황금 십자가 연설로 1896년 민주당 전당 대회를 열광시킨 후 민주당 대통령 후보 지명을 받았다. 브라이언은 선거에서 전 오하이오 주지사 윌리엄 매킨리에게 패배했고, 1900년 의회는 금본위제법을 통과시켜 금본위제를 법률로 제정했다. 금본위제는 프랭클린 D. 루스벨트의 뉴딜 행정부에 의해 많은 목적에서 벗어났고, 1971년 리처드 닉슨 대통령에 의해 완전히 폐지되었다.

### "73년의 범죄"

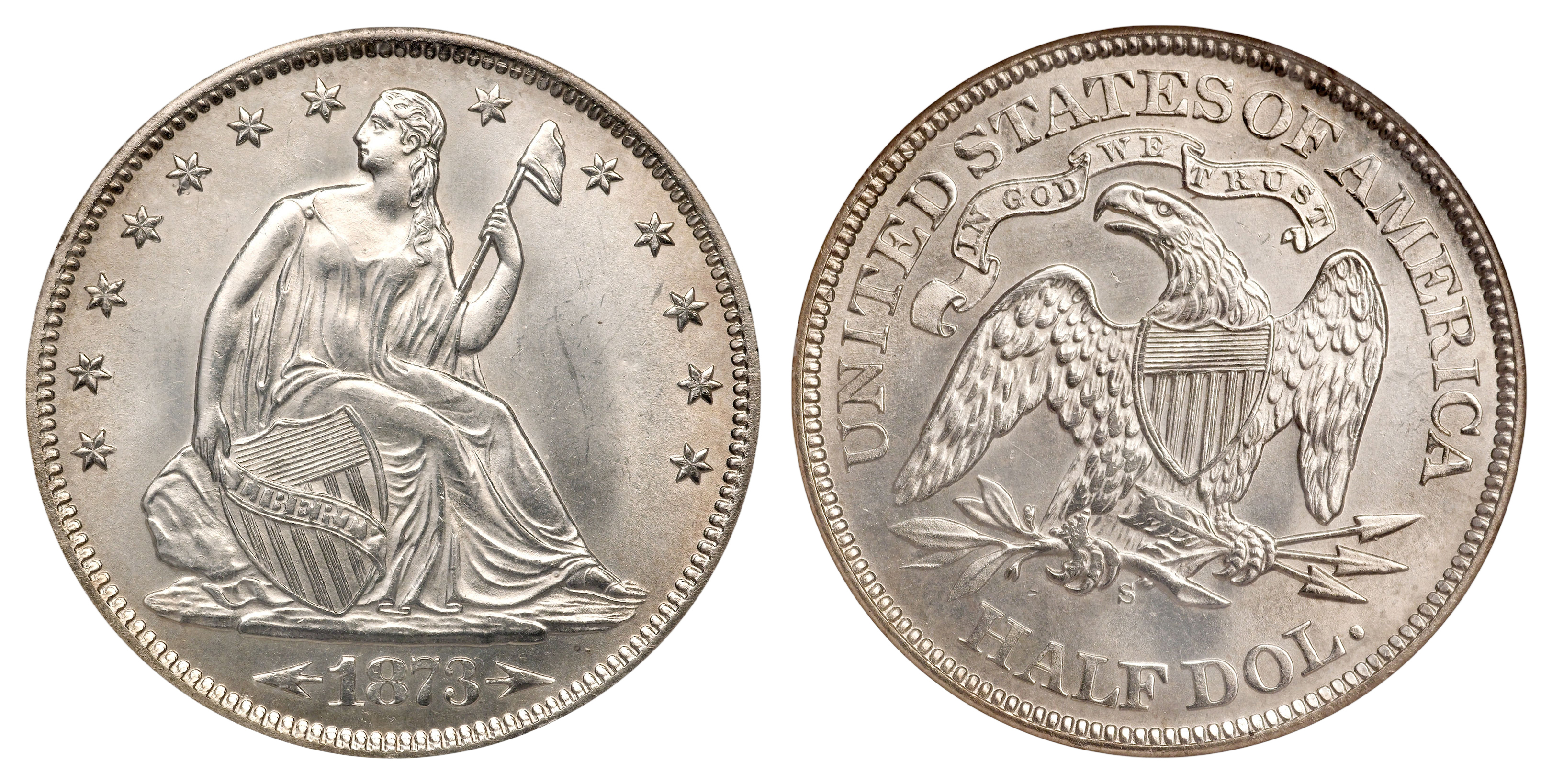
이 50센트 주화 날짜 옆의 화살표는 주화법에 따라 무게가 12.5그램으로 증가한 후 만들어진 주화임을 나타낸다.

애틀랜타 컨스티튜션은 1873년 4월 1일 주화법 통과를 보도했다. 이 신문은 2센트 주화의 폐지와 무역 달러의 승인을 언급했지만, 표준 은 달러의 폐지는 언급하지 않았다. 1873년 법에 대한 광범위한 반대는 1876년까지 나타나지 않았다. 당시 반발을 일으킨 몇 가지 요인이 있었다: 화폐 지불 재개를 위한 재무부의 긴축 통화 정책, 이전보다 더 급격한 은 가격 하락, 그리고 중국 시장에서 거부된 후 무역 달러의 광범위한 사용. 동시에, 컴스톡 로드 및 다른 서부 광산 지역은 기록적인 양의 은을 생산하고 있었다. 불황이 계속되는 가운데, 은은 통화를 팽창시키고 경제를 자극하는 수단으로 여겨지기 시작했다.
1876년 3월부터 전 신문 편집자 조지 웨스턴은 복본위제가 헌법에 의해 의무화되었으며, 주화법이 어떻게 통과되었는지 의문을 제기하는 편지를 발표했다. 동조하는 신문들은 이 법안이 부유한 자본가들의 이익을 위해 부패를 통해 제정되었다고 주장하기 시작했다. 1876년 8월 5일, 미주리주 하원의원 리처드 P. 블랜드(곧 "실버 딕"으로 알려짐)는 하원에서 다음과 같이 말했다. "1873년 2월 12일 법은 사기였습니다. 왜냐하면 그 제목이 법의 진정한 의도를 전혀 알려주지 않았기 때문입니다. 기록에 따르면 이 법은 재고나 토론 없이 은밀하게 통과되었습니다." 1878년, 하원에 법안을 제출했던 켈리 의원은 "나는 그것이 은 달러를 통화 폐지할 것이라는 사실을 몰랐다"고 진술했다.
이 법을 범죄로 여긴 사람들은 종종 영국 금융 작가 어니스트 사이드를 비난했다. 사이드는 1872년 하원 본회의에서 후퍼 의원이 증언했듯이 법안의 내용에 대해 조언을 주었다. 이 이론에 따르면, 사이드는 미국의 채권을 보유한 영국인 그룹의 대리인이었으며, 은을 통화 폐지하도록 의원들에게 뇌물을 주기 위해 10만 파운드(당시 약 55만 달러)를 가지고 미국으로 보내졌다. 켈리는 이러한 일이 일어나지 않았다고 부인했지만, 이 이야기는 계속 퍼져 은 운동에서 일반적인 믿음이 되었다. 1890년, 아칸소주 토마스 C. 맥레는 하원 본회의에서 사이드의 부패 개입을 주장했다. 사이드는 사실 미국의 은 통화 폐지에 강력히 반대하는 열렬한 복본위제 옹호자였다. 그는 후퍼의 요청에 따라 법안 분석을 제출했고, 그 과정에서 은 달러를 법정 통화로 유지할 것을 주장했다.
의회 토론에서 "1873년의 범죄"라는 표현이 가장 먼저 사용된 것은 콜로라도주 상원의원 헨리 M. 텔러였는데, 그는 1890년 7월 10일 다음과 같이 말했다. "은화 자유 주조를 위한 싸움은 시작되었고, 1873년의 실수나 범죄가 아니었다면 은이 있어야 할 곳으로 되돌려 놓을 법이 제정될 때까지 계속될 것이다." 이 법은 정확한 표현이 사용되기 전부터 오랫동안 "범죄"로 불렸다. 1889년 한 연설에서 네바다주 상원의원 윌리엄 M. 스튜어트는 이 법을 7번이나 "범죄"라고 불렀다. 그는 1873년에 이 법에 찬성표를 던졌다.

## 같이 보기
- 1834년 주화법
- 1849년 주화법
- 1853년 주화법
- 1857년 주화법
- 1864년 주화법
- 1965년 주화법
- 알렉산더 델 마르

## 내용주
1. ↑  실제로는 25% 니켈과 75% 구리.
2. ↑  증가했음에도 불구하고, 소액 주화 1달러 가치는 폐지될 은 달러보다 무게가 덜 나갔으므로, 이들은 부속 주화였다.
3. ↑  경량 달러를 유지한다고 해서 복본위제가 유지되는 것은 아니었다. 새로운 주화는 정부 명령에 따라만 발행되었을 것이다. 따라서 금괴 예치자들은 자신의 금속을 경량 주화로 전환할 수 없었을 것이다. 제안된 주화는 보조 주화의 표준에 따라 주조될 예정이었으므로, 두 개의 50센트 주화는 새로운 1달러 주화 하나와 같은 무게를 가졌을 것이다. Taxay, 257쪽, Van Ryzin, 107쪽 참조.

## 추가 자료
- Allen, Larry (2009). 《The Encyclopedia of Money》 2판. 샌타바버라, 캘리포니아: ABC-CLIO. 94–96쪽. ISBN 978-1598842517.
- DeCanio, Samuel (2011). 《Populism, Paranoia, and the Politics of Free Silver》. 《Studies in American Political Development》 25. 1–26쪽. doi:10.1017/S0898588X11000010. S2CID 144015197.
- O'Leary, Paul M. (1960). 《The Scene of the Crime of 1873 Revisited: A Note》. 《Journal of Political Economy》 68. 388–392쪽. doi:10.1086/258345. JSTOR 1830011. S2CID 153797690.